# 罗伯特·F·伍德沃德

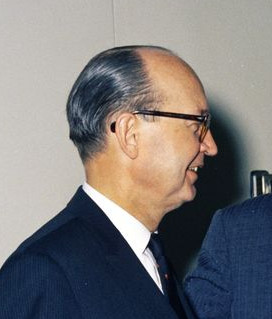
1961年7月17日，伍德沃德在他的宣誓就职仪式上

罗伯特·福布斯·伍德沃德（1908年10月1日—2001年5月18日）是一位美国外交官，专注于美国与拉丁美洲的关系。

## 生平
1908年出生在明尼阿波利斯。他在明尼苏达大学接受教育，并在1930年获得学士学位。
1931年，伍德沃德加入美国外交部。作为一名外交官，他于1932-33年在温尼伯任职；1933-36年在布宜诺斯艾利斯；1936-1937年在波哥大；1937-39年在里约热内卢。随后，他回到了位于华盛顿特区的美国国务院工作，担任美洲共和国司的助理司长。然后，他回到战场，在1943-44年的拉巴斯、1944年至1945年在危地马拉、1945年至1945年在哈瓦那任职。从1947年到1949年，他回到华盛顿特区担任美国共和国事务办公室副主任。1950年，他在斯德哥尔摩任职，直到1952年。随后，他回到华盛顿担任1952-53年外交事务司司长和负责美洲事务的副助理国务卿1953-54。
1954年，美国总统德怀特·艾森豪威尔提名伍德沃德为美国驻哥斯达黎加大使。1954年12月3日，伍德沃德出示了他的全权证书，并一直担任这个职位，直到1958年3月15日。艾森豪威尔随后任命他为美国驻乌拉圭大使，他于1958年4月21日至1961年3月29日担任这一职务。在一篇sidenote节目中，伍德沃大使长期以来一直主张建立美洲开发银行，该美洲开发银行创建于1960年。约翰·F·肯尼迪总统随后任命他为美国驻智利大使，尽管他只担任了两个月，从1961年5月5日到1961年7月6日。
在1961年4月猪湾入侵失败后，肯尼迪提名伍德沃德为美洲事务助理国务卿，伍德沃德于1961年7月17日至1962年3月17日担任此职。作为助理秘书，成功地使古巴退出了美洲国家组织的成员资格。他还是进步联盟第一次会议的设计师，这是肯尼迪政府拉丁美洲政策后猪湾政策的核心。  
肯尼迪随后任命伍德沃德为美国驻西班牙大使，伍德沃德于1962年5月10日至1965年2月1日任职。  
伍德沃德于1965年退休。2001年5月18日，他在位于华盛顿特区的家中死于心脏衰竭。